# フェリーたかちほ
フェリーたかちほは、マルエーフェリーが運航していたRO-RO船。

## 概要
ヤマニシで建造され、1989年に就航した。2015年12月、琉球エキスプレス3の就航により引退し、モンゴルに「Niki Express」として売船後、旅客設備追加して、インドネシアで2018年頃から「NIKI SEJAHTERA」としてRO-ROフェリーとして運航中。
旅客扱いをしない貨物フェリーであるが、後に旅客フェリーとの誤解を避けるためたかちほと改名された。
就航時は大島運輸の子会社晴海汽船の所有だったが、晴海汽船が大島運輸に吸収されたことで、大島運輸の所有となった。運航は新日本海事が行っていた。

### 航路
東京航路
- 東京港（10号地ふ頭） - 志布志（志布志港） - 那覇港（新港ふ頭）

1991年ごろは台湾の基隆港と日本各港を結ぶ航路に就航していた。那覇港から博多港へ運航されていた時期もあった。

## 設計
貨物船であるため、旅客設備はない。
2層の全通甲板（A・B甲板）を有する中央船橋型の船型で、上甲板上には船首に船首楼および船体中央から後部に端艇甲板が設けられている。左舷船首部および船尾部にA甲板に接続するランプウェイが装備されており、A甲板とB甲板はスロープで接続されていた。A甲板は暴露甲板で前部にクレーンを1基装備しており、A甲板前部がコンテナ搭載区画、A甲板後部およびB甲板が車両搭載区画となっていた。
晴海汽船のフェリーきりしま、南日本汽船のうりずん21などが類似の設計で建造されている。

## 事故・トラブル
小型船舶との衝突事故を4回経験している。うち2回は衝突に気が付かず、当て逃げ状態のまま航行を継続していた。

### 漁船第一勝洋丸との衝突
1991年6月6日、12時20分ごろ、志布志港から千葉港に向かっていた本船は、都井岬灯台の東3.6海里の地点で漁船第一勝洋丸と衝突した。衝突により、第一勝洋丸は船首部が切断され浸水したが、僚船によって曳航され帰港した。本船に損傷はなかった。第一勝洋丸の船長が骨折などの重傷を負った。事故発生時は、二等航海士と甲板手が当直に当たっていたが、衝突直前まで第一勝洋丸に気付かず、第一勝洋丸の船長も漁具の修理を行っていたため、本船に気付かなかった。事故原因は、本船の見張り不十分とされたが、第一勝洋丸が見張り不十分で衝突回避措置をとらなかったことも一因とされた。

### プレジャーボートとの衝突
1999年5月16日、13時ちょうどごろ、志布志港から那覇港へ向かっていた本船は、枇榔島 (鹿児島県)の南方、志布志港南防波堤灯台から南南西に2.7海里の地点で、錨泊して釣りをしていたプレジャーボート民丸と衝突した。事故発生時は、二等航海士が単独で当直に当たっていたが、衝突に気がつかず、鹿児島海上保安部から連絡を受けるまでそのまま続航した。衝突により、本船は右舷船首部外板に擦過傷を生じ、民丸は船尾部が圧壊、船長が骨折を負った。事故原因は、本船の見張り不十分とされたが、民丸の動静監視が不十分で衝突回避措置をとらなかったことも一因とされた。

### 漁船佑丸との衝突
2006年4月9日、18時17分ごろ、東京港から那覇港へ向かっていた本船は、足摺岬の東方、足摺岬灯台の東21海里の地点で漁船佑丸と衝突した。衝突により、本船は左舷船尾部の外板に擦過傷を生じ、佑丸は、船首部が損壊した。本船は衝突4分前に佑丸を確認していたが、いずれ避航動作をとるものと思い、警告信号を行わず、直前まで転舵しなかった。また、佑丸は漁具の補修を行っていたため、本船に気が付かなかった。事故原因は、佑丸が見張り不十分とされたが、本船が警告信号を行わず、衝突回避の協力動作が遅れたことも一因とされた。

### 漁船幸吉丸との衝突
2007年2月9日、9時54分ごろ、 那覇港から東京港へ向かっていた本船は、種子島の種子島灯台から南南東に40.3海里の地点で、漁船幸吉丸と衝突した。衝突により、本船は両舷船首部の外板に擦過傷を生じ、幸吉丸は船体中央で分断され沈没した。幸吉丸に乗船していた船長、甲板員、取材のカメラマンの3名は救命いかだに乗り移り、脱出した。連絡が途絶えた僚船からの通報で、10日14時30分から捜索が開始され、脱出時に甲板員が投下した漁具用ラジオブイを手掛かりに、12日10時20分ごろ海上保安庁のヘリコプターにより発見され、12時ちょうどごろ巡視船に救助されたが、脱水症、下肢の凍傷などを負った。本船は衝突に気付かないまま続航して10日に東京港へ入港、その後折り返して那覇港へ向かって航行中の12日に連絡を受け、13日の那覇港入港後に船首部の擦過傷を確認、海上保安庁への通報が行われ、付着した塗料の鑑定で衝突が判明した。
事故発生時、現場海域は停滞前線の影響により、南西の強い風が吹き、波浪の高い状況だった。本船は安全管理規程では2人当直体制が定められているが、必要に応じて甲板手を整備作業に当たらせることが常態化していた。事故発生時も三等航海士と甲板手が船橋当直に当たっていたが、甲板手を作業に当たらせ三等航海士のみで当直を行っており、波浪および降雨で視程が低い中、レーダーを適切に使用するなどしなかったため、幸吉丸に気が付かなかった。幸吉丸は延縄を投入して漂泊中で、船長は作業日誌の記入を行っており、レーダーに接近警報が設定されていたが、雨雲を誤認識しないよう利得を絞ったため作動せず、衝突まで本船に気が付かなかった。事故原因は、本船の見張り不十分とされたが、幸吉丸が見張り不十分で警告信号を行わず、衝突回避措置をとらなかったことも一因とされた。 